# Paraphysomonadales
Ordre
Les Paraphysomonadales sont un ordre d'algues unicellulaires de la classe des Chrysophyceae.

## Liste des familles
Selon AlgaeBase (27 janvier 2022) :
- Chrysosphaerellaceae Kapustin
- Lepidochromonadaceae Kapustin & Guiry
- Paraphysomonadaceae Preisig & D.J.Hibberd

## Systématique
L'ordre des Paraphysomonadales n'est pas accepté de tous. Notamment la famille des Paraphysomonadaceae est parfois classée dans l'ordre des Chromulinales.